# Meunasah Krueng (Peudawa)
Meunasah Krueng is een bestuurslaag in het regentschap Aceh Timur van de provincie Atjeh, Indonesië. Meunasah Krueng telt 858 inwoners (volkstelling 2010).